# Contea autonoma yi e miao di Luquan
La contea autonoma yi e miao di Luquan (禄劝彝族苗族自治县S, Lùquàn Yízú Miáozú ZìzhìxiànP) è una contea autonoma della Cina, situata nella provincia di Yunnan e amministrata dalla prefettura di Kunming.